# Albin Abt
Albin Abt (* 8. Juli 1619 in Niederzwönitz; † 31. Oktober 1679 in Lehesten) war ein deutscher Papiermacher.

## Leben
Er stammte aus dem Erzgebirge, war der Sohn von Hans Abt und dessen Ehefrau Magdalena geborene Lämblein und ging ab 1631 auf Wanderschaft als Papiermacherlehrling. Um das Jahr 1642 fand er eine feste Anstellung bei einem Papiermacher in Sankt Joachimsthal im Königreich Böhmen als Geselle. Danach war er von 1646 bis 1657 als Pächter einer Papiermühle in Chrieschwitz bei Plauen im Vogtland tätig. 1658 kaufte er die Papiermühle Lehesten, die er bis zu seinem Tod 1679 betrieb.
Die in seiner Papiermühle hergestellten Papiere waren mit einem besonderen Wasserzeichen versehen.
Anlässlich seines Begräbnisses erschien seine Leichenpredigt im Druck.